# Avenida Guzmán Blanco (Lima)
La avenida Guzmán Blanco es una avenida de la ciudad de Lima, capital del Perú. Se extiende de norte a sur a lo largo de cinco cuadras en el Cercado de Lima, conectando las plazas Bolognesi y Jorge Chávez.
La avenida recibe el tráfico de los autos que transitan desde la Plaza Bolognesi hacia la Avenida Salaverry o 28 de Julio.